# Cosmin Moți
Cosmin Moți (Resicabánya, 1984. december 3. –) visszavonult román válogatott labdarúgó. Posztját tekintve belsővédő.

## Pályafutása
2014. augusztus 27-én a Ludogorec Razgrad–Steaua București BL-selejtező mérkőzésen a 119. percben Sztojanov kapust kiállították és miután a Razgradnak nem volt több cserelhetősége, Moți állt a kapuba a hátralévő időre. A mérkőzés 1–0-s Razgrad vezetéssel ért véget, ami azt jelentette, hogy büntetőpárbaj következett. A büntetőpárbaj során Moți értékesítette saját büntetőjét, majd két tizenegyest is kivédett. A Razgrad 6–5-re győzött, és története során először bejutott a BL csoportkörébe.

## Sikerei, díjai
Dinamo București
- Román bajnok (1): 2006–07
- Román kupagyőztes (1): 2011–12
- Román szuperkupagyőztes (1): 2005

Ludogorec Razgrad
- Bolgár bajnok (8): 2012–13, 2013–14, 2014–15, 2015–16, 2016–17, 2017–18, 2018–19, 2019–20
- Bolgár kupagyőztes (1): 2013–14
- Bolgár szuperkupagyőztes (4): 2012, 2014, 2018, 2019

## Külső hivatkozások
- Cosmin Moți a national-football-teams.com honlapján